# Cristian Herrera
Cristian Ignacio Herrera López (Las Palmas, 13 maart 1991) is een Spaans professioneel voetballer die bij voorkeur als centrumspits speelt. In augustus 2021 tekende hij een contract tot medio 2023 bij UD Ibiza, dat hem transfervrij overnam van CD Lugo. 

## Carrière
Herrera, geboren in Las Palmas, was een product van de jeugdopleiding van UD Las Palmas. Hij maakte in het seizoen 2010/11 zijn debuut bij de reserves, waarmee hij in het seizoen 2012/2013 kampioen werd in de Tercera División.
Op 9 juli 2013 wees Herrera een nieuw contractvoorstel af en tekende bij Elche CF, uitkomend in de Segunda División B.  Op 24 november maakte hij zijn eerste team - en La Liga - debuut, toen hij de laatste 12 minuten speelde en de winnende scoorde in een 2-1 thuiswinst op het naburige Valencia CF. Op 18 juni van het volgende jaar, nadat hij tot 21 wedstrijden en 3 doelpunten was gekomen, verlengde hij zijn contract tot medio 2019 en werd definitief bevorderd naar de hoofdmacht. 
Op 7 augustus 2015 werd Herrera zijn contract met de Valencische club ontbonden en negen dagen later tekende hij een overeenkomst bij UD Almería. Op 1 februari 2016 gingen speler en club na onderling overleg uit elkaar,  waarna hij negen uur later verkaste naar Girona FC.
Op 14 juli 2017 werd zijn contract bij de club ontbonden, waarna hij enkele uren later een tweejarig contract tekende bij CD Lugo. In vier jaar tijd speelde de spits maarliefst 160 officiele duels voor de Spaanse tweedeklasser. In de laatste drie seizoenen wist Herrera zich met Lugo ternauwernood te handhaven, met respectievelijk een 18e, 16e en 18e plaats.
In augustus 2021 tekende Herrera een contract bij UD Ibiza, dat enkele maanden eerder voor het eerst in de clubgeschiedenis promotie naar het tweede niveau had afgedwongen.